# 五色 (佛教)
佛教裡的五色，经上说是释迦牟尼佛方成佛时从身上發出的六種顏色（第六種爲前五種的混合），代表了如来的德行与智慧。這五色也被佛教採用爲象征，例如佛教旗。

## 简述
在南传佛教的传说中，釋迦牟尼佛坐菩提樹下成正覺時，身上放出六種光芒，普照十方。其中五种爲蓝、黄、红、白、橙，第六种爲五色的混合，非肉眼可見。在北传佛教中，受到道教五色的影响，橙色常代以绿色或黑色。在不同的国家或地区，蓝色代以绿色（日本佛教旗）、暗蓝色（缅甸佛教旗），橙色代以粉色（净土真宗、缅甸佛教旗）、桦色或黑色（藏传佛教）、紫色（尼泊尔佛教旗）、暗蓝色（日本佛教旗）。在藏地和日本的密宗中，藍色代以綠色，橙色代以暗藍色。
五色或六色分别象征着：
- 世界佛教徒聯誼會的解釋[1][2]：
  - 蓝色光由佛陀的毛髮放出，代表慈悲、和平。
  - 黃色光由佛陀的皮肤放出，代表中道。
  - 赤色光由佛陀的肌肉放出，代表加持、成就、福德。
  - 白色光由佛陀的骨齿放出，代表法性、清净、解脱。
  - 橙色光由佛陀的掌、踵和唇放出，代表佛法、莊嚴、智慧。
  - 第六色爲前五色合成，非肉眼所能见，代表佛教的真理、真如。

- 大乘佛教的解釋：
  - 蓝色光由佛陀的毛髮、肉髻放出，代表禪定。
  - 黃色光由佛陀的金身放出，代表金剛堅固性。
  - 赤色光由佛陀的血液放出，代表慈悲、精進。
  - 白色光由佛陀的齒放出，代表清淨。
  - 橙色或樺色、緇黑色光由佛陀的袈裟放出，代表忍辱。

- 金剛乘佛教將五色與五方佛相配，稱為五智如來色。藏傳佛教裡的五色天馬旗（經幡）就畫上了五方佛。解釋：
  - 藍色代表信，大圓鏡智，東方，阿閦佛。
  - 黃色代表念，平等性智，南方，寶生佛（宝相佛）。
  - 赤色代表定，妙观察智，西方，阿彌陀佛。
  - 白色代表進，法界体性智，中央，毗盧遮那佛（大日如來）。
  - 綠色代表慧，成所作智，北方，不空成就佛（微妙声佛、天鼓雷音佛）。

- 還有種說法，指五色各代表了佛陀渡化天道、人道、畜生道、饿鬼道和地狱道的功德。

## 应用

### 五轮
佛教密宗的将五轮与五色相结合，五色各代表了一轮（元素），并表现在五轮佛塔的结构上。

### 佛教旗
1951年，在斯里兰卡举行的世界佛教友谊会上，将六色旗定爲会旗。1954年，世界佛教联谊会第三届会议正式定六色旗为国际佛教教旗。它在各国有多个变种。

国际佛教旗
净土真宗旗
藏传佛教旗
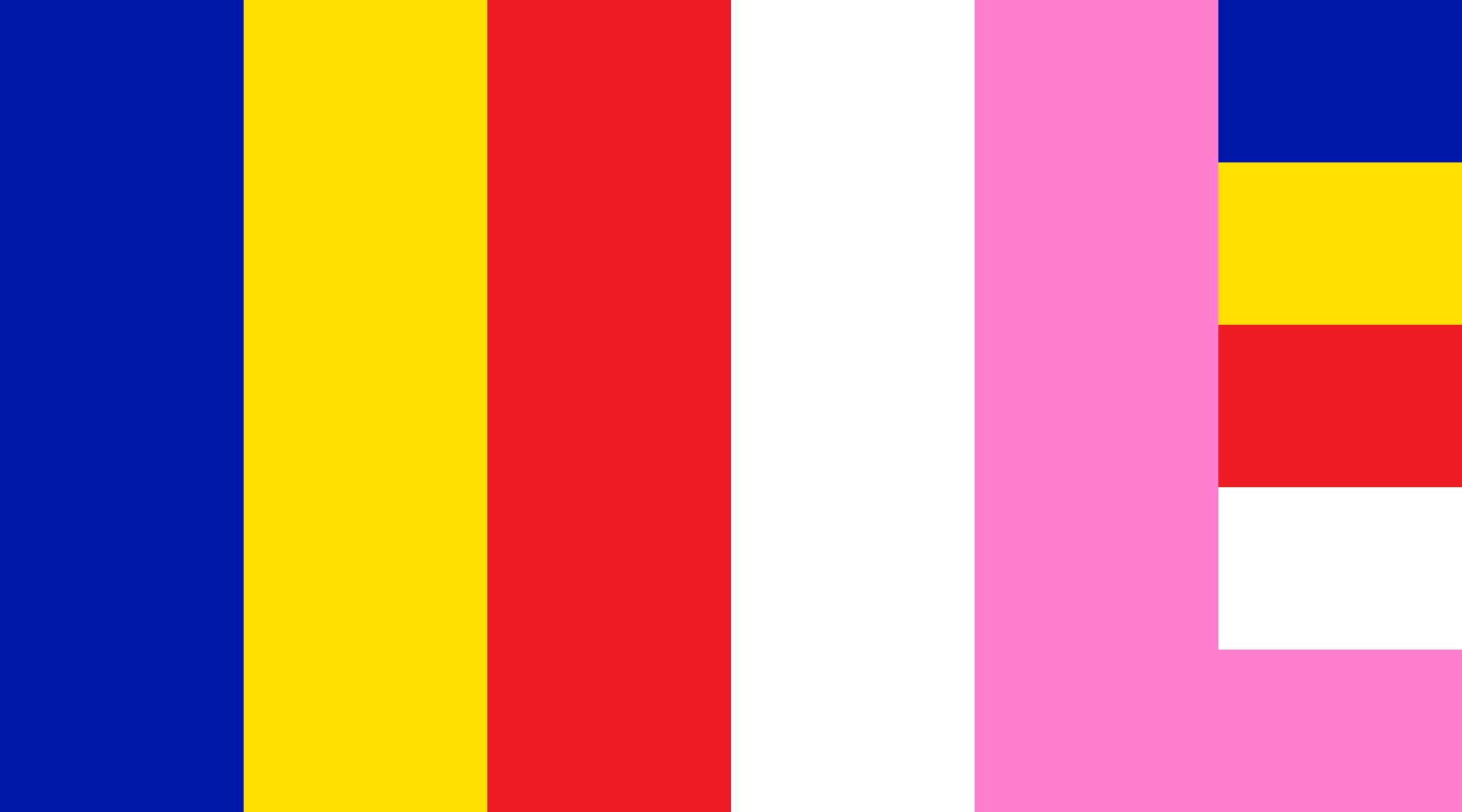
缅甸佛教旗
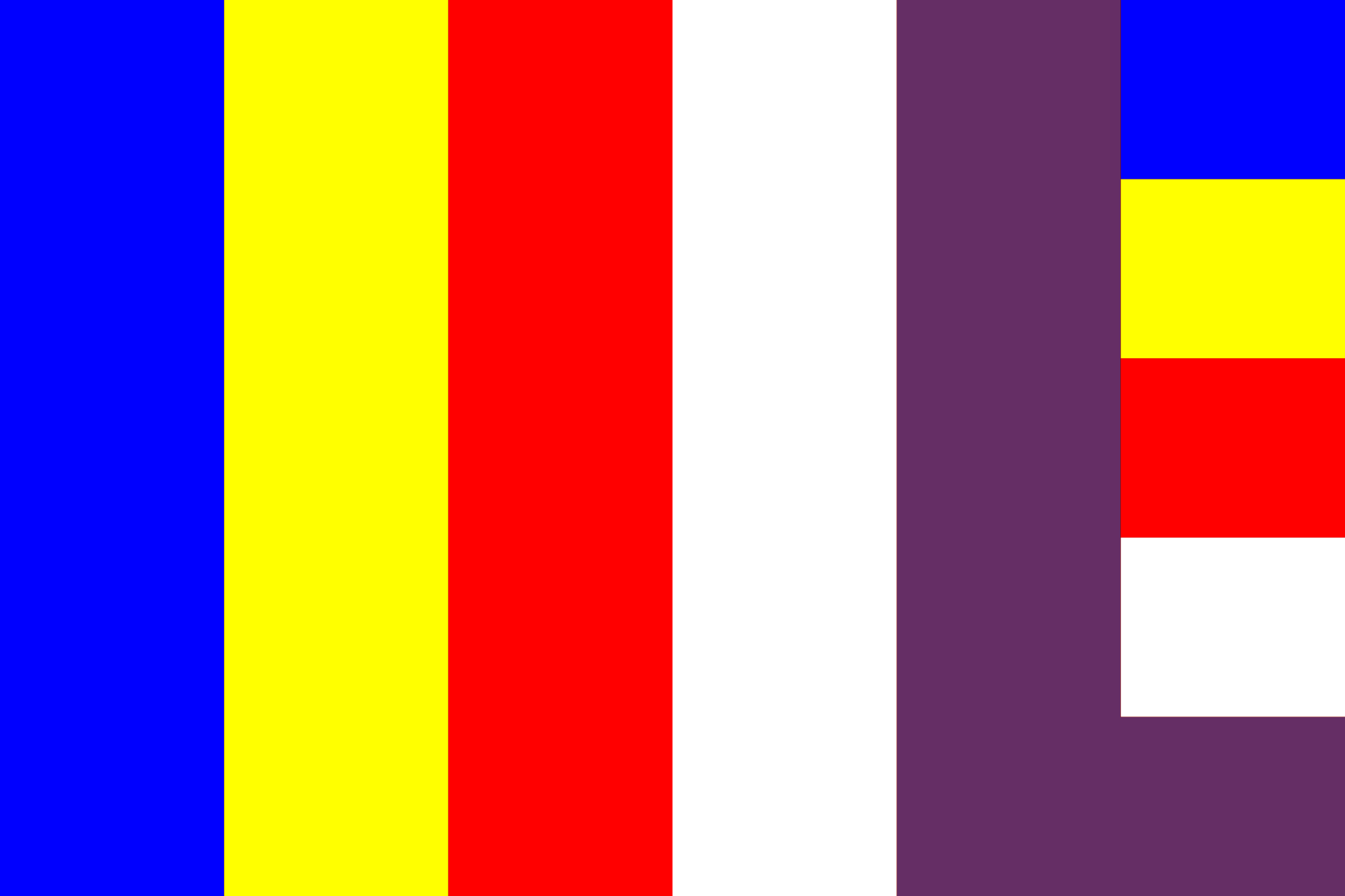
尼泊尔佛教旗
日本佛教旗

## 其他概念
- 五色根：色名为色法、物质。佛教中讲五根，又名五色根，是五种色法的根，即：眼根、耳根、鼻根、舌根、身根。
- 五色縷、五色幢\幡：佛教中的五色縷見於《药师经》：“燃七层之灯，悬五色续命神旛……或有疾厄求渡脱者，亦应读诵此经，以五色缕，结我名字，得如愿已，然后解结”；《大悲心陀罗尼经》：“尔时观世音菩萨告梵天言，诵此咒五遍，取五色线作索，咒二十一遍，结作二十一结，系项。此陀罗尼是过去九十九亿恒河沙诸佛所说。”
- 五色幕：幕者，簾也；日本佛教的五色帘幕，悬挂于佛寺的门口；也就是日本佛教旗。

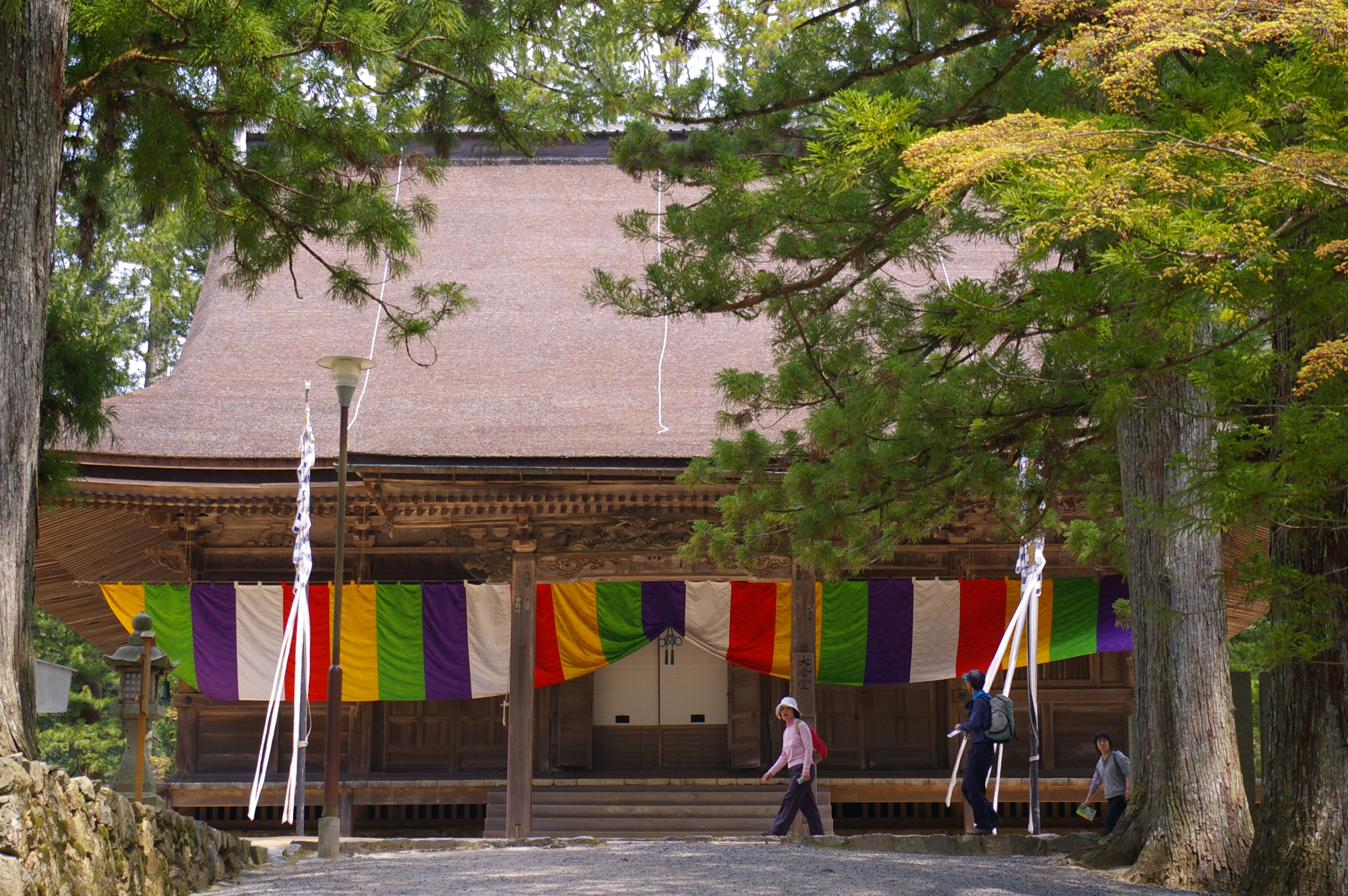
日本金剛峰寺的五色幕